# Полезный (пароход, 1842)
«Полезный» — пароход Беломорской флотилии Российской империи.

## Описание парохода
Длина парохода составляла 33,22 метра, ширина — 6,45 метра, осадка — 3,28 метра. На пароходе была установлена паровая машина мощностью 60 л. с.

## История службы
Пароход был заложен на в Архангельске 21 мая (2 июня) 1837 год и после спуска на воду 12 (24) мая 1842 года вошёл в состав Беломорской флотилии России. Строительство вёл корабельный мастер подполковник Ф. Т. Загуляев.
Использовался для нужд Архангельского порта.